# Crataegus nananixonii
Crataegus nananixonii är en rosväxtart som beskrevs av James Bird Phipps och R. J. O'kennon. Crataegus nananixonii ingår i Hagtornssläktet som ingår i familjen rosväxter. Inga underarter finns listade i Catalogue of Life.